# ディリクレ固有値
数学において、ディリクレ固有値（ディリクレこゆうち、英: Dirichlet eigenvalue）は、ある与えられた形の理想的な太鼓の基本固有振動である。ここでの問題は、太鼓の形を聴くことが出来るか、である。すなわち、ディリクレ固有値が与えられたとき、その太鼓の形のどのような特徴を推測することが出来るか、ということである。ここでの「太鼓」とは、境界が固定された平面領域として表される、伸縮自在の膜 Ω のことをいう。ディリクレ固有値は、未知函数 u ≠ 0 と固有値 λ に対して次の問題を解くことで得られる。
ここで Δ は、xy-座標において次で与えられるラプラシアンである。
{\displaystyle \Delta u={\frac {\partial ^{2}u}{\partial x^{2}}}+{\frac {\partial ^{2}u}{\partial y^{2}}}.}
境界値問題 (1) は、もちろんヘルムホルツ方程式に対するディリクレ問題であり、したがって λ は Ω に対するディリクレ固有値として知られる。ディリクレ固有値は、対応するノイマン問題に対する固有値であるノイマン固有値とは比較される。(1) に現れるラプラス作用素 Δ は、ディリクレ境界条件を満たす函数 u に対してのみ考えられるとき、しばしばディリクレラプラシアンと呼ばれる。より一般に、スペクトル幾何学においては、(1) は境界を持つ多様体 Ω 上で考えられる。このとき Δ は、ディリクレ境界条件に対して、ラプラス＝ベルトラミ作用素となる。
コンパクト自己共役作用素に対するスペクトル定理を用いることで、固有空間が有限次元であり、ディリクレ固有値 λ が実かつ正であり、集積点を持たないことが示される。したがって、それらを大きさの順番に並べることが出来る：
{\displaystyle 0<\lambda _{1}\leq \lambda _{2}\leq \cdots ,\quad \lambda _{n}\to \infty .}
ここで各固有値は、その幾何学的重複度にしたがって数えられる。その固有空間は、自乗可積分函数の空間において直交し、滑らかな函数からなる。実際、ディリクレラプラシアンは、ソボレフ空間 {\displaystyle H_{0}^{2}(\Omega )} から {\displaystyle L^{2}(\Omega )} への作用素への連続的な拡張を持つ。この作用素は可逆であり、その逆はコンパクトかつ自己共役であるため、通常のスペクトル定理は Δ の固有空間とその固有値の逆数 1/λ を得るために利用することができる。
ディリクレ固有値の研究における基本的な道具の一つに、次の最大値最小値原理がある：第一固有値 λ1 はディリクレエネルギーを最小化する。すなわち
{\displaystyle \lambda _{1}=\inf _{u\not =0}{\frac {\int _{\Omega }|\nabla u|^{2}}{\int _{\Omega }|u|^{2}}},}
は、Ω において恒等的にゼロとはならないコンパクトな台を持つすべての u に関する下限である。この下限はゼロでない {\displaystyle u\in H_{0}^{1}(\Omega )} に関する下限となる。さらにラックス＝ミルグラムの定理と同様の変分法の結果を使うことで、{\displaystyle H_{0}^{1}(\Omega )} 内に最小点が存在することを証明できる。より一般に
{\displaystyle \lambda _{k}=\sup \inf {\frac {\int _{\Omega }|\nabla u|^{2}}{\int _{\Omega }|u|^{2}}}}
が成り立つ。ここで上限はすべての (k−1)-タプル {\displaystyle \phi _{1},\dots ,\phi _{k-1}\in H_{0}^{1}(\Omega )} について取られ、下限は φi に直交するすべての u について取られる。

## 応用
ディリクレラプラシアンは、数理物理学の様々な問題に現れる。例えば、理想化された太鼓のモードや、理想化されたプールの表面での小さな波や、近軸近似における理想化された光ファイバーのモードなどに関する問題で現れる。この最後の例は、ダブルクラッドファイバーとの関係で最も実用的である。そのようなファイバーにおいて、ほとんどのモードは領域を一様に埋めるか、あるいはほとんどの半直線はその核と交差するという事実が重要である。最も単純な形の領域は、円状対称である。ポンプのモードは、ダブルクラッドファイバー増幅器において用いられるアクティブコアを避けるべきではない。そのような応用に対して渦状領域は、ディリクレラプラシアンのモードの境界での挙動により、特に効果的となる。
次の定理は、幾何光学における半直線の性質と似たディリクレラプラシアンの境界での挙動に関するものである：半直線の角運動量は、その半直線がチャンクにぶつかるまで、境界の渦状の部分で反射する度に増加する。（光軸と平行なものを除く）すべての半直線は、角運動量の超過のためにチャンクの付近を必ず通る。同様に、ディリクレラプラシアンのモードはチャンクの付近でゼロで無い値を取る。そのモードの境界での微分の法線成分は、圧力と解釈できる。その圧力が表面について積分されたものが力となる。そのモードは伝播方程式の（縦座標への自明な依存性を持つ）定常解なので、その力の総和は必ずゼロとなる。同様に、その力の角運動量もゼロとならなければならない。しかし、物理系に対して同様の結果が得られないという事実に関する正式な証明が存在する。